# Município de Tiquisate
Município de Tiquisate är en kommun i Guatemala.   Den ligger i departementet Departamento de Escuintla, i den sydvästra delen av landet, 100 km väster om huvudstaden Guatemala City.
Följande samhällen finns i Município de Tiquisate:
- Tiquisate